# Znanstvena literatura
Znanstvena literatura jest skupina tekstova i članaka iz svih polja znanosti (društvenih i prirodnih) izdanih u nekoj znanstvenoj knjizi, časopisu ili na World wide webu. To mogu biti članci objavljeni u znanstvenim časopisima, monografije koje je napisao jedan autor ili više njih, prezentacije na znanstvenim konferencijama, publikacije na World wide webu te razni pamfleti, izvještaji ili monografije koje su izdali znanstvenici koji rade u tom trenutku na određenom znanstvenom projektu.

## Priprema znanstvene literature
Znanstvenici bilježe svoja zapažanja tijekom istraživanja, te nakon istraživanja ili eksperimenta napišu odgovarajući članak za neki znanstveni časopis ili napišu monografiju. Svi oblici znanstvene literature se pohranjuju radi budućeg korištenja ili usporedbe u daljnjim istraživanjima.

### Sadržaj i kvaliteta znanstvene literature
Znanstvena literatura ima svoje norme i pravila po kojima se piše. Uvodni dio se sastoji od  abstracta - kraći tekst koji govori o tematici i sadržaju članka ili publikacije. Zatim slijede glavna tema - opis istraživanja ili eksperimenta, razrada teme, zaključak i literatura (vrlo je važno navesti literaturu i citate, te ih pravilno citirati). Sadržaj publikacije i zaključak moraju biti jasni ostalim znanstvenicima kako bi se oni mogli voditi po njima u daljnjim istraživanjima. Svaki članak, publikacija mora biti arhivirana u knjižnicama ili znanstvenim ustanovama (javlja se problem pri arhiviranju članaka objavljenih na internetu zbog pitanja njihove istinitosti i kvalitete, iako postoji sve više stranica za koje se može pouzdano reći da na sebi sadrže kvalitetne publikacije). Svaki članak, monografija, odnosno svaka publikacija je nadgledana i provjeravana kako bi se očuvala i potvrdila kvaliteta i rezultati istraživanja.